# Stazione di Sesto Campano
La stazione di Sesto Campano è una fermata ferroviaria posta sulla Vairano-Isernia, a servizio del comune di Sesto Campano, in provincia di Isernia.

## Storia
La fermata venne inaugurata insieme alla tratta Vairano-Venafro il 20 maggio 1886. Vicina al centro abitato e dotata di un discreto traffico, fu danneggiata durante la seconda guerra mondiale e ricostruita e riaperta nel 1953. Perse importanza a causa della concorrenza del trasporto su gomma e divenne impresenziata negli anni 1990.

## Strutture e impianti
La fermata è dotata di un binario passante per il servizio viaggiatori, munito di marciapiede e di fabbricato viaggiatori con sala d'attesa. È presente un piccolo parcheggio all'esterno della stazione.

## Movimento
La fermata è servita da 4 treni al giorno, con destinazioni Isernia e Napoli Centrale, oltre al servizio sostitutivo via bus.

## Servizi
- Sala di attesa